# Campionato asiatico maschile di pallamano 2000
Il Campionato asiatico maschile di pallamano 2000 è stata la nona edizione del torneo organizzato dalla Asian Handball Federation e rivolto a nazionali asiatiche di pallamano maschile. Il torneo si è svolto dal 25 al 30 gennaio 2000 in Giappone, ospitato nella città di Kumamoto.
Il torneo ha visto l'affermazione della nazionale della Corea del Sud per la sesta volta nella sua storia.

## Squadre partecipanti
- Corea del Sud
- Cina
- Giappone
- Cina Taipei
- Iran

## Podio
| Pos. | Squadra       |
| ---- | ------------- |
| 1°   | Corea del Sud |
| 2°   | Cina          |
| 3°   | Giappone      |